# Донська гряда
Донська́ гряда́ (рос. Донска́я гряда́) — піднесена рівнина на території Волгоградської і Ростовської областей Росії.
Донська гряда служить вододілом річки Дон (у середній течії) і розташовується уздовж правого берега цієї річки. Південні схили височини пологі, північні — стрімкі, з уступами. Донська гряда складена крейдою, вапняками і піщано-глинистими відкладеннями. На території височини переважає грядово-куестовий тип рельєфу. Зустрічаються яри і прояви карстів. Відносні висоти сягають від 50 до 250 м (на півдні).